# Menoux
Menoux este o comună franceză situată în departamentul Haute-Saône, în regiunea culturală și istorică Franche-Comté și în regiunea administrativă Burgundia-Franche-Comté.

## Geografie

### Comune limitrofe
|                   | Saint-Rémy-en-Comté |                    |
| Senoncourt Amance |                     | Cubry-lès-Faverney |
|                   | Faverney            | Mersuay            |

### Clima
În 2010, climatul comunei este de tip climat semicontinental, conform unui studiu al Centrului Național de Cercetare Științifică bazat pe o serie de date din perioada 1971-2000. În 2020, Météo-France publică o tipologie a climei din Franța metropolitană în care comuna se află într-un climat semi-continental și este în regiunea climatică Lorraine, plateau de Langres, Morvan, caracterizată de ierni aspre (1,5 °C), vânturi moderate și cețuri frecvente în toamnă și iarnă.
Pentru perioada 1971-2000, temperatura medie anuală este de 10,1 °C, cu o amplitudine termică anuală de 17,3 °C. Cumulul anual mediu de precipitații este de 987 mm, cu 13 zile de precipitații în ianuarie și 9,8 zile în iulie. Pentru perioada 1991-2020, temperatura medie anuală observată la stația meteorologică Météo-France cea mai apropiată, „Venisey”, situată în comuna Venisey la 8 km în linie dreaptă, este de 11 °C și cumulul anual mediu de precipitații este de 850,7 mm. Temperatura maximă înregistrată la această stație este de 39,7 °C, atinsă pe 25 iulie 2019; temperatura minimă este de −17,4 °C, atinsă pe 30 decembrie 2005.
Parametrii climatici ai comunei au fost estimați pentru mijlocul secolului (2041-2070) conform diferitelor scenarii de emisie de gaze cu efect de seră, bazate pe noile proiecții climatice de referință DRIAS-2020. Aceștia pot fi consultați pe un site dedicat publicat de Météo-France în noiembrie 2022.

## Urbanism

### Tipologie
La 1 ianuarie 2024, Menoux este categorizată ca o comună rurală cu locuințe dispersate, conform noii grile comunale de densitate cu șapte niveluri definită de INSEE (Institutul Național de Statistică și Studii Economice). în 2022. Ea este situată în afara unității urbane. De asemenea, comuna face parte din zona metropolitană a Vesoul, din care este o comună periferică. Această zonă, care include 158 de comune, este categorizată în zonele cu 50.000 până la mai puțin de 200.000 de locuitori.

### Utilizarea terenului
Ocuparea terenurilor în comuna Menoux, conform bazei de date europene privind ocuparea biogeografică a terenurilor Corine Land Cover (CLC), se caracterizează prin importanța teritoriilor agricole (58,8 % în 2018), o proporție sensibil echivalentă cu cea din 1990 (60 %). Repartiția detaliată în 2018 este următoarea: păduri (38,2 %), terenuri arabile (35,4 %), pajiști (21,4 %), zone urbanizate (2,6 %), zone agricole heterogene (2 %), medii cu vegetație arbustivă și/sau ierboasă (0,4 %). Evoluția ocupării terenurilor în comună și a infrastructurilor sale poate fi observată pe diferitele reprezentări cartografice ale teritoriului: harta Cassini (secolul XVIII), harta de stat-major (1820-1866) și hărțile sau fotografiile aeriene ale IGN pentru perioada actuală (1950 până în prezent).

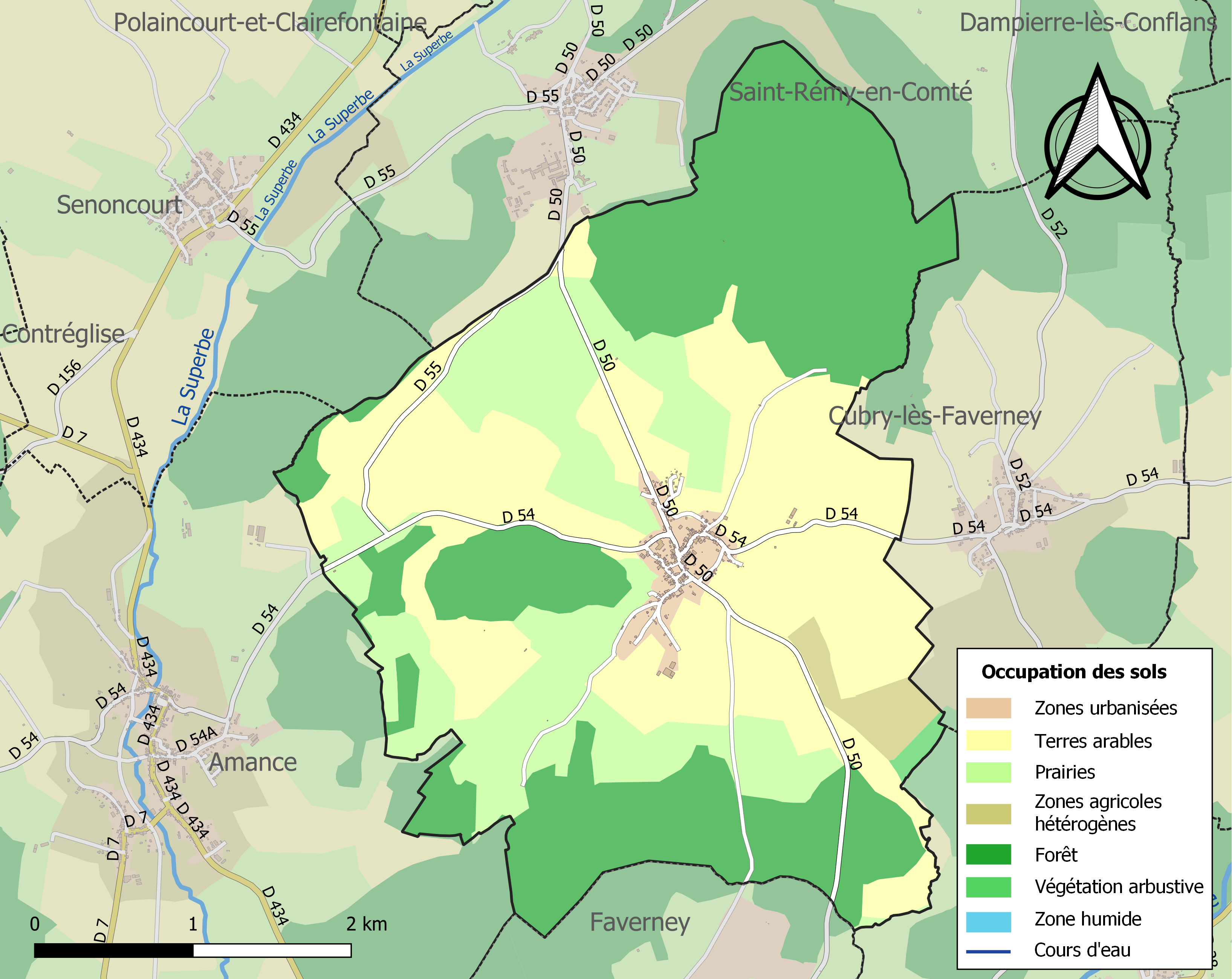
Harta infrastructurii și utilizării terenului a comunei în 2018 (CLC).

## Istorie
Prima mențiune scrisă a satului Menoux datează din secolul al VIII-lea, sub denumirea de „villa manaore”, loc unde cei doi pelerini aquitani, Berthaire și Athalein, membri ai anturajului ducelui Waifre, au primit ospitalitate pe 5 iulie 766 la numitul Servat (care avea o reputație foarte proastă), după ce Agenulfe, valetul și ispititorul acestuia, i-a deturnat pe cei doi pelerini de pe drumul lor spre Roma. A doua zi, pe 6 iulie, două corpuri fără capete au fost găsite lângă drumul care ducea pe atunci de la satul Menoux la satul Rosières, loc unde urmau să se ducă la invitația lui Bobblia, mama lui Servat. Un pescar din satul vecin Bourguignon-lès-Conflans a găsit în plasele sale în râul Lanterne capetele martirilor. Stareța de Faverney, Gude, a anchetat, i-a găsit pe ucigașii Agenulfe și Servat, și a ridicat o capelă pe locul martiriului. Acest loc, Saint-Berthaire, este aproape de Menoux, pe teritoriul comunei Saint-Rémy.
Cultul relicvelor martirilor Berthaire și Athalein a fost transferat în secolul al X-lea la Bleurville, în actualul departament Vosges, și a dus la fondarea unei abații benedictine în prima jumătate a secolului al XI-lea.

## Politică și administrație

### Legături administrative și electorale
Menoux face parte din Arondismentul Vesoul al departamentului Haute-Saône, în regiunea Burgundia-Franche-Comté. Pentru alegerea deputaților, ea depinde de prima circumscripție a departamentului Haute-Saône.
Începând din 1806, comuna făcea parte din cantonul Amance. În cadrul reconfigurării cantonale din 2014 în Franța, comuna face acum parte din cantonul Port-sur-Saône.

### Intercomunalitate
Comuna a fost membră a comunității de comune Saône Jolie, creată în 1992.
Articolul 35 din legea nr. 2010-1563 din 16 decembrie 2010 „de reformă a colectivităților teritoriale” prevede finalizarea și raționalizarea dispozitivului intercomunal în Franța, și anume integrarea aproape a tuturor comunelor franceze în EPCI (Etablissement Public de Coopération Intercommunale) cu fiscalitate proprie, a căror populație să fie în mod normal mai mare de 5.000 de locuitori. Astfel, comunitățile de comune:
- Comunitatea de Comune Agir ensemble[21]
- Comunitatea de Comune Saône Jolie
- Comunitatea de Comune Six Villages[22]

și comunele izolate Bourguignon-lès-Conflans, Breurey-lès-Faverney și Vilory au fost reunite pentru a forma, la 1 ianuarie 2014, comunitatea de comune Terres de Saône, din care face parte acum și comuna.

## Date demografice
În 2021, comuna Menoux avea 298 de locuitori. Începând din secolul XXI, recensămintele reale pentru comunele cu mai puțin de 10.000 de locuitori au loc la fiecare cinci ani. Celelalte „recensăminte” sunt estimări.
| An        | 1793 | 1821 | 1841 | 1856 | 1872 | 1886 | 1901 | 1921 | 1936 | 1962 | 1982 | 2006 | 2015 | 2021 |
| --------- | ---- | ---- | ---- | ---- | ---- | ---- | ---- | ---- | ---- | ---- | ---- | ---- | ---- | ---- |
| Populație | 534  | 700  | 650  | 561  | 568  | 492  | 417  | 313  | 271  | 222  | 239  | 268  | 308  | 298  |

## Cultura și patrimoniul local

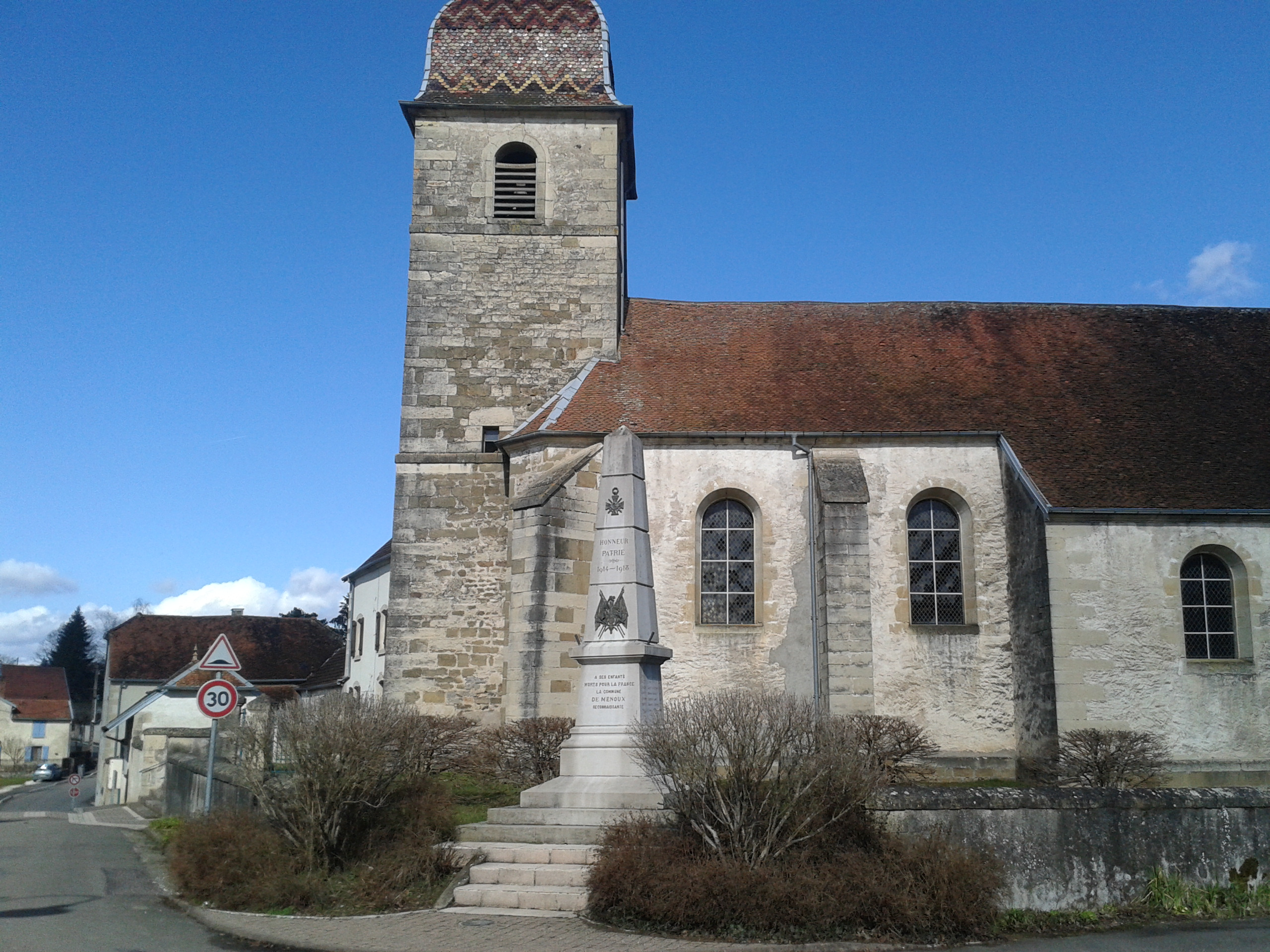
Biserica Saint-Julien.

### Locuri si monumente
- Biserica Saint-Julien, secolele XV și XVIII, loc de înmormântare al lui Nicolas Aubry, parohul miracolului de la Faverney, 1608[n 4].